# Presumpte homicida (pel·lícula de 2000)
Presumpte homicida (títol original: The Guilty ) és una pel·lícula estatunidenca dirigida per Anthony Waller estrenada l'any 2000 segons un novel·la de Simon Burke. Ha estat doblada al català

## Argument
Callum Crane, un prestigiós advocat, és a punt de convertir-se en jutge, però les coses se li compliquen. En estat d'embriaguesa viola a Sophie, una bonica secretària que amenaça amb explicar-ho tot, destruint així la seva carrera i el seu matrimoni. Mentrestant, Nathan, un delinqüent d'estar per casa, descobreix que Crane és el seu veritable pare i decideix buscar-lo. Per un estrany gir del destí, Nathan es fa amic de la companya de pis de Sophie.

## Repartiment
- Bill Pullman: Callum Crane
- Devon Sawa: Nathan Corrigan
- Gabrielle Anwar: Sophie Lennon
- Angela Featherstone: Tanya Duncan
- Joanne Whalley: Natalie Crane
- Darcy Belsher: Dennis
- Jaimz Woolvett: Leo
- Ken Tremblett: Brent Frazer
- Gillian Barber: Maddy Corrigan
- Duncan Fraser: Martin Corrigan
- Bruce Harwood: Miles
- Hiro Kanagawa: Detectiu policia
- Gary Chalk: Cap de policia
- Peter Kent: Benny
- Kurt Evans: Conor